# Petr Dvořák (fotbalista)
Petr Dvořák (* 22. dubna 1977 Plzeň) je bývalý ligový fotbalista. Je odchovancem FC Viktorie Plzeň, kde začínal v pěti letech a zde podepsal později i svou první profesionální smlouvu. K fotbalu ho přivedl otec (úspěšný bývalý ligový fotbalista a trenér Antonín Dvořák). Od dorosteneckého věku vynikal střelbou branek, do užšího kádru "A" týmu se však v Plzni nikdy nepropracoval. Postupně prošel amatérské kluby TJ Přeštice, FK Tachov, TJ Keramika Chlumčany a Senco Doubravka. V 21 letech uzavřel svou druhou profesionální smlouvu s FK Chmel Blšany. Klub se však nedohodl na výši finančního vyrovnání s TJ Keramika Chlumčany a z přestupu nakonec sešlo. O půl roku později, v létě 1999, už vše proběhlo hladce a Petr Dvořák se stěhoval na 3 roky do FC Slovan Liberec. Zde vyhrál Pohár ČMFS v roce 2000, což byl největší úspěch jeho profesionální kariéry. Ze tří libereckých let strávil 1 rok (2x půlroční hostování) v tehdy druholigové FK Mladá Boleslav. Po vypršení kontraktu v roce 2002 odehrál 1 sezónu v plzeňském divizním klubu SK Senco Doubravka. Od sezóny 2003/2004 působil v Německu, kde prošel několika kluby. Mimo jiné i SSV Jahn Regensburg, kde opět okusil profesionální angažmá.